# Blancoa piacoa
Blancoa piacoa là một loài nhện trong họ Pholcidae. Loài này được phát hiện ở Venezuela.